# Vougeot
Vougeot ist eine französische Gemeinde und ein Weinort in der Region Bourgogne-Franche-Comté, im Département Côte-d’Or. Die Gemeinde hat 153 Einwohner (Stand 1. Januar 2022), liegt auf einer Höhe von 237 m über dem Meer und verfügt über eine Fläche von 88 Hektar. Vougeot liegt etwa 16 km südlich von Dijon an der Bahnstrecke Paris–Marseille und grenzt im Süden an Vosne-Romanée. Der Fluss Vouge entspringt im Gemeindegebiet. Vougeot ist die kleinste Gemeinde der Côte de Nuits.

## Bevölkerungsentwicklung
| Jahr                       | 1962 | 1968 | 1975 | 1982 | 1990 | 1999 | 2009 | 2016 |
| Einwohner                  | 170  | 164  | 178  | 197  | 176  | 589  | 193  | 180  |
| Quellen: Cassini und INSEE |      |      |      |      |      |      |      |      |

## Sehenswürdigkeiten
Sehenswert sind das Château de Vougeot sowie eine Mühle aus dem 16. Jahrhundert. Bei Vougeot entspringt der kleine Wasserlauf Vouge.

## Weinbaugebiet Vougeot

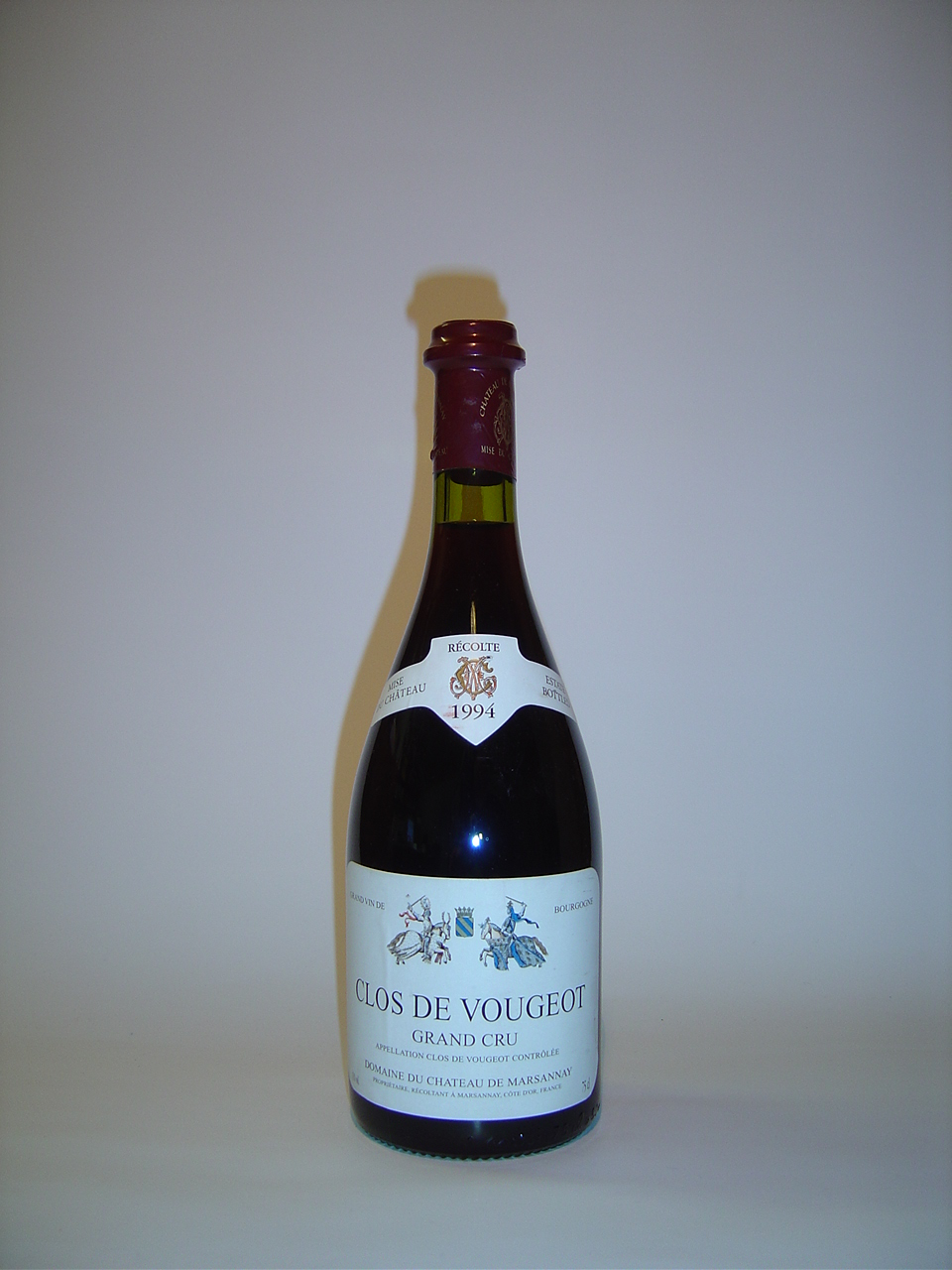
1994er Clos de Vougeot Grand Cru

Die Appellation Vougeot (Appellation d’Origine Contrôlée seit dem 8. Dezember 1936) verfügt über vier Premier-Cru-Lagen (Les Crâs, Le Clos Blanc, Les Petits Vougeots, Clos de la Perrière; Gesamtfläche 11,68 ha) sowie eine Grand-Cru-Lage (Clos de Vougeot; Gesamtfläche 50,97 ha). Angebaut werden hauptsächlich Rotweine aus der Rebsorte Pinot Noir, zudem Weißwein aus der zugelassenen Rebsorte Chardonnay.  Der Ertrag ist beim Rotwein auf 50–58 Hektoliter/Hektar beschränkt (Premier Cru: 48–56 Hektoliter/Hektar). Die durchschnittlichen Erntemenge (ohne Grand Cru) liegt bei ca. 345 hl / Jahr (davon 272 hl Premier Cru) Rotwein und ca. 152 hl / Jahr (davon 124 hl Premier Cru).
Der Mindestalkoholgehalt beträgt 10,5 % (Premier Cru: 11 %, Grand Cru: 11,5 %) für den Rotwein sowie 11 % (Premier Cru: 11,5 %) für den Weißwein. Im Falle einer künstlichen Anreicherung durch Trockenzucker (Chaptalisation) wird ein maximaler Alkoholgehalt festgelegt, der bei 13,5 % (Premier Cru: 14 %, Grand Cru: 14,5 %) liegt.
Die einzige Grand-Cru-Lage in Vougeot ist zugleich eine der bekanntesten Weinlagen Frankreichs: der Clos de Vougeot. Den Besitz dieser 50,97 ha großen Lage teilen sich ca. 80 Winzerbetriebe (Besitzer). Jeder Eigentümer stellt ganz unabhängig seinen eigenen Wein her. Pro ha dürfen 42–49 hl Wein erzeugt werden, die gesamte Jahresproduktion liegt bei ca. 1587 hl (211.600 Flaschen) Grand Cru. Der Weinberg Clos de Vougeot liegt zwischen Musigny im Norden und dem Grand-Echezeaux im Süden. Er hat ein Gefälle von 3 bis 4 % und ist terrassenförmig auf einer Höhe von 240 und 265 m über dem Meeresspiegel gelegen. Es herrscht ein kontinentales Klima mit warmen und gewittrigen Sommern, im Winter ist es kalt. Generell ist das Klima der Côte de Nuits besonders warm und trocken. Die Weinberge sind vor der größten Kälte und dem starken Regen auf der Westseite mit den Ausläufern des Morvan geschützt. Der Morvan gehört zum Zentralmassiv und wird auch als schwarzes Gebirge bezeichnet. Das Château de Vougeot, eine frühere Abtei, und ihr abgeschlossener, ummauerter Weingarten („Clos“) kann als die älteste Weinbau-Versuchsanstalt der Welt bezeichnet werden.

## Gemeindepartnerschaft
Vougeot hat seit 1967 eine Partnerschaft mit der Weinbaugemeinde Rhodt unter Rietburg in Rheinland-Pfalz.

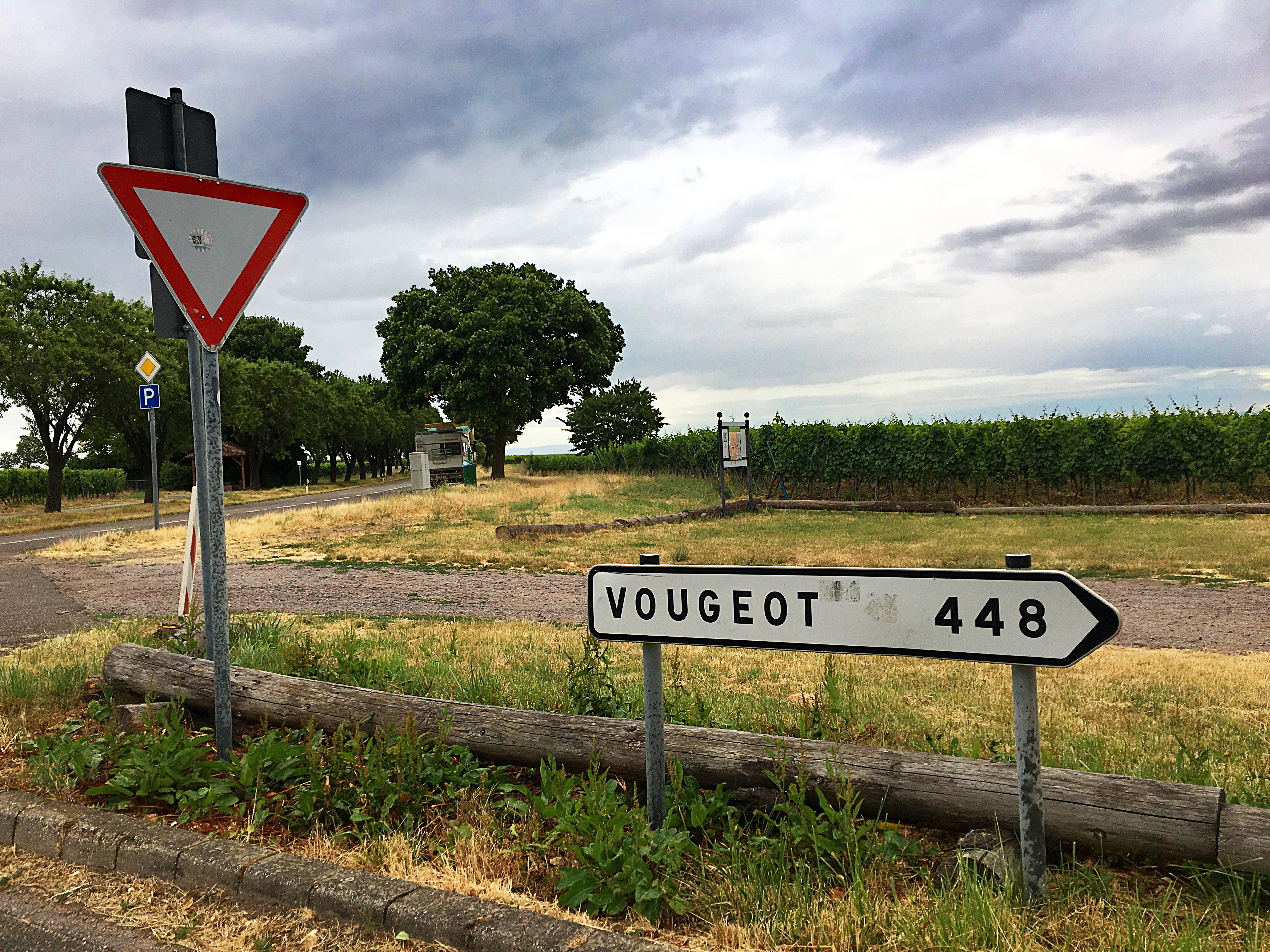
Hinweisschild in der Partnergemeinde Rhodt unter Rietburg